# إيفا ثاتشر
إيفا ثاتشر (بالإنجليزية: Eva Thatcher) هي ممثلة أمريكية، ولدت في 14 مارس 1862 في أوماها في الولايات المتحدة، وتوفيت في 28 سبتمبر 1942 في لوس أنجلوس في الولايات المتحدة.

## وصلات خارجية
- إيفا ثاتشر على موقع IMDb (الإنجليزية)
- إيفا ثاتشر على موقع تيرنر كلاسيك موفيز (الإنجليزية)
- إيفا ثاتشر على موقع أول موفي (الإنجليزية)
- إيفا ثاتشر على موقع قاعدة بيانات الأفلام السويدية (السويدية)
- إيفا ثاتشر على موقع قاعدة بيانات الفيلم (الإنجليزية)
- إيفا ثاتشر على موقع كينوبويسك (الروسية)